# コシアカキジ属
コシアカキジ属（コシアカキジぞく、Lophura）は、鳥綱キジ目キジ科に属する属。

## 分布
インド、インドネシア（スマトラ島、ボルネオ島）カンボジア、タイ、中華人民共和国南部、台湾、ネパール、バングラデシュ、ベトナム、マレーシア、ミャンマー、ラオス

## 形態
尾羽の数は多くの種で16枚。
顔には羽毛が無く、赤や青の肉垂れ状の皮膚が露出する。
性的二型が大きい。オスは肉垂がより大型。メスは全身が褐色の羽毛で被われ、肉垂がより小型。

## 分類
- Lophura bulweri　オジロウチワキジ　Bulwer's pheasant
- Lophura diardi　シマハッカン　Siamese fireback
- Lophura edwardsi　コサンケイ　Edwards's pheasant
- Lophura erythrophthalma　ウチワキジ　Crestless fireback
- Lophura hatinensis　アンナンコサンケイ　Vietnamese pheasant（コサンケイの亜種とする説もあり）
- Lophura hoogerwerfi　スマトラキジ　Sumatran pheasant（クロウチワキジの亜種とする説もあり）
- Lophura ignita　コシアカキジ　Crested fireback
- Lophura inornata　クロウチワキジ　Salvadori's pheasant
- Lophura leucomelanos　ミヤマハッカン　Kalij pheasant
- Lophura nycthemera　ハッカン　Silver pheasant
- Lophura swinhoii　サンケイ　Swinhoe's pheasant

## 生態
常緑広葉樹林や竹林に生息するが、草原に生息する種もいる。
食性は雑食と考えられている。
繁殖形態は卵生。確認されている種では地表に巣を作るが、樹上に巣を作った例もある。1回に2-15個の卵を産む。

## 人間との関係
開発による生息地の破壊、狩猟などにより生息数が減少している種もいる。

## 画像

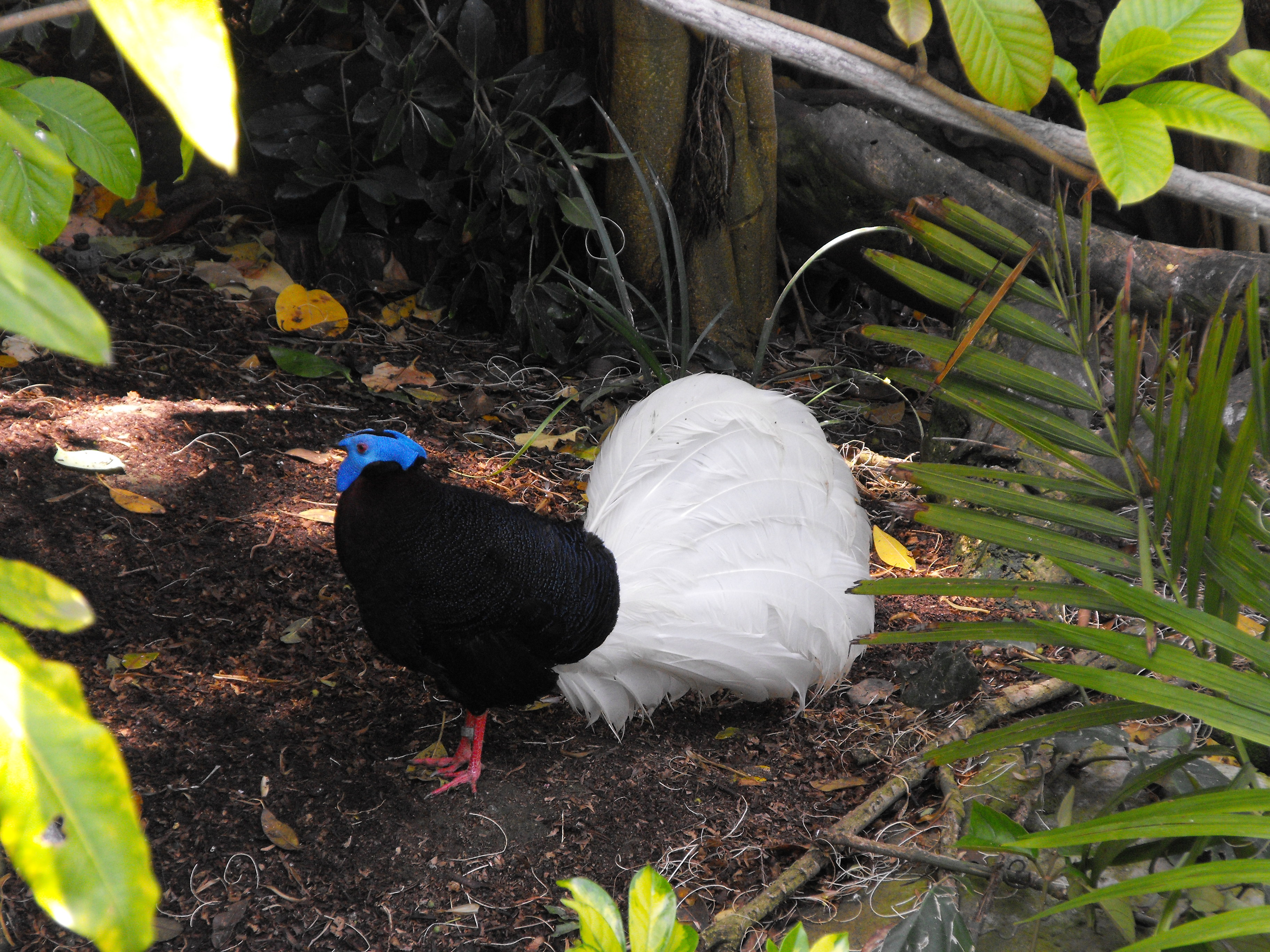
オジロウチワキジ L. bulweri
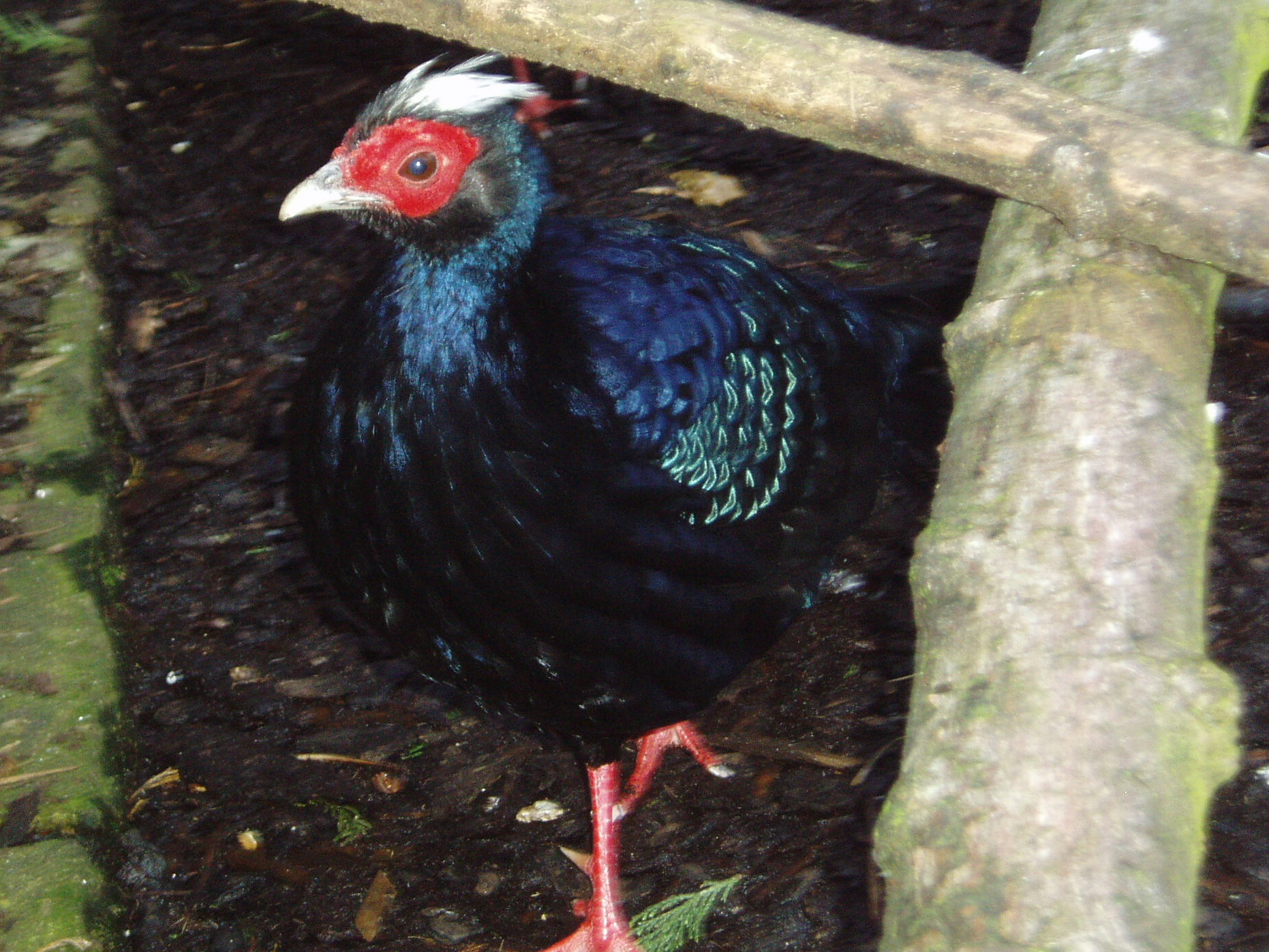
コサンケイ L. edwardsi
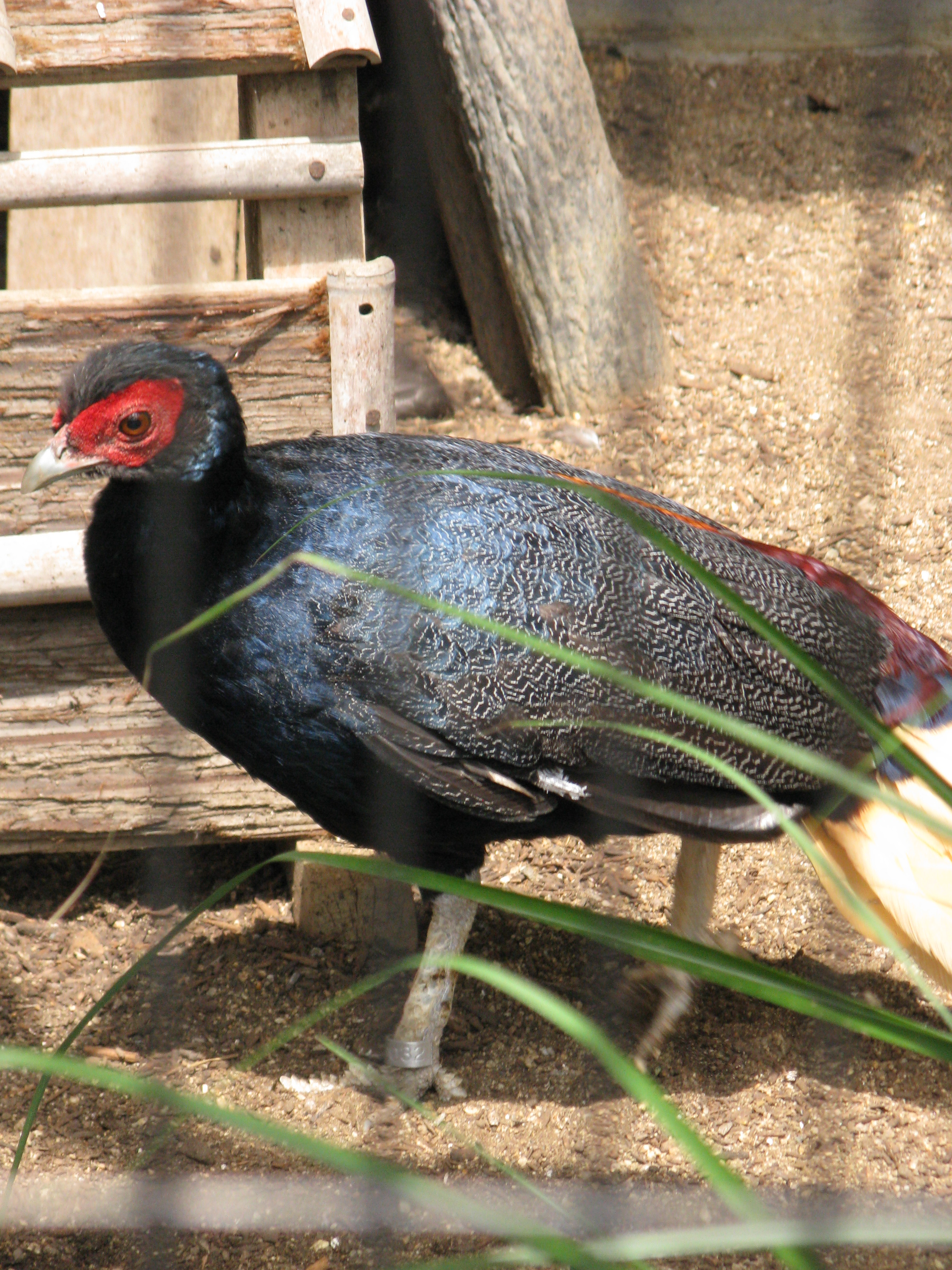
ウチワキジ L. erythrophthalma
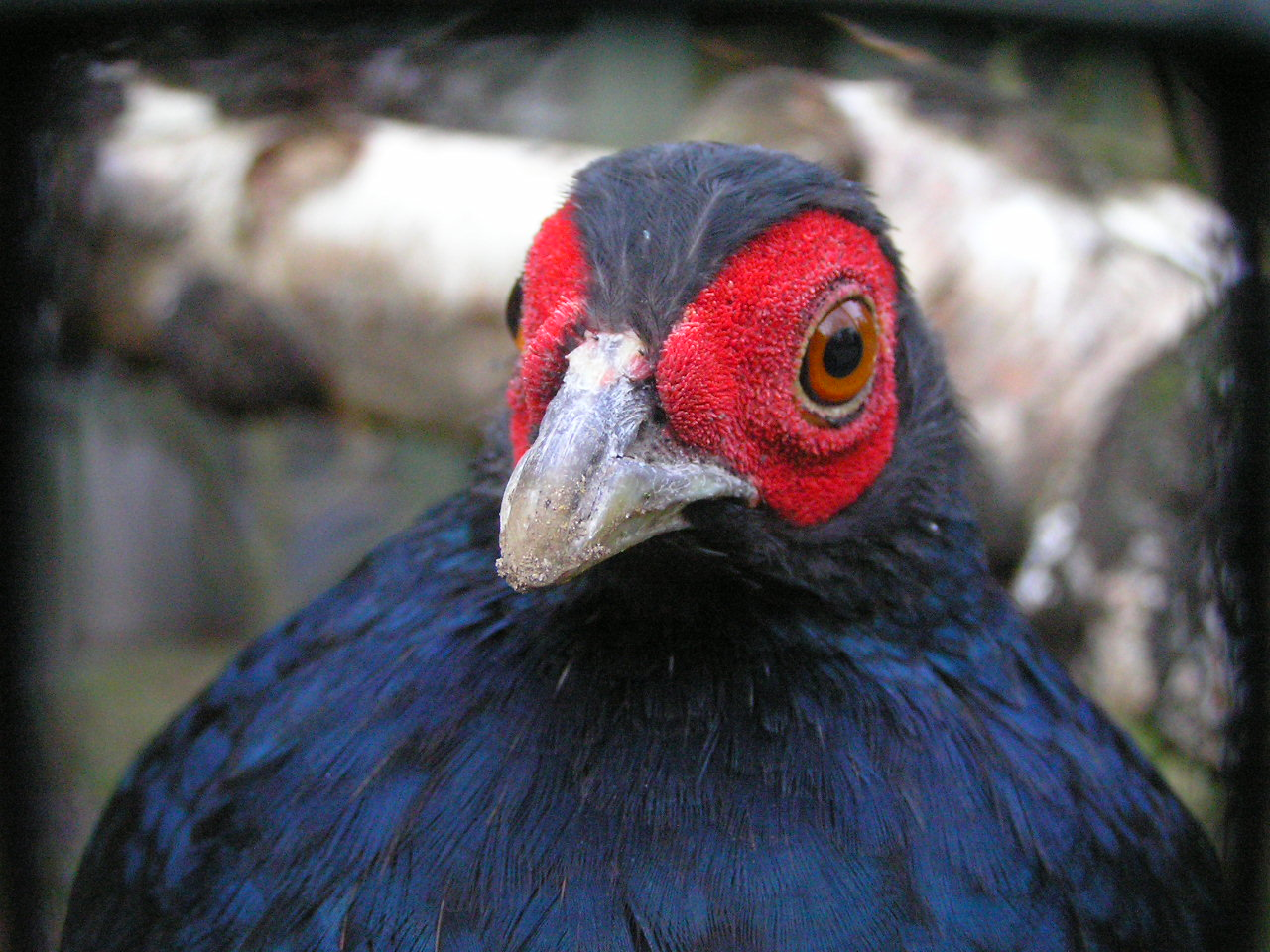
クロウチワキジ L. inornata
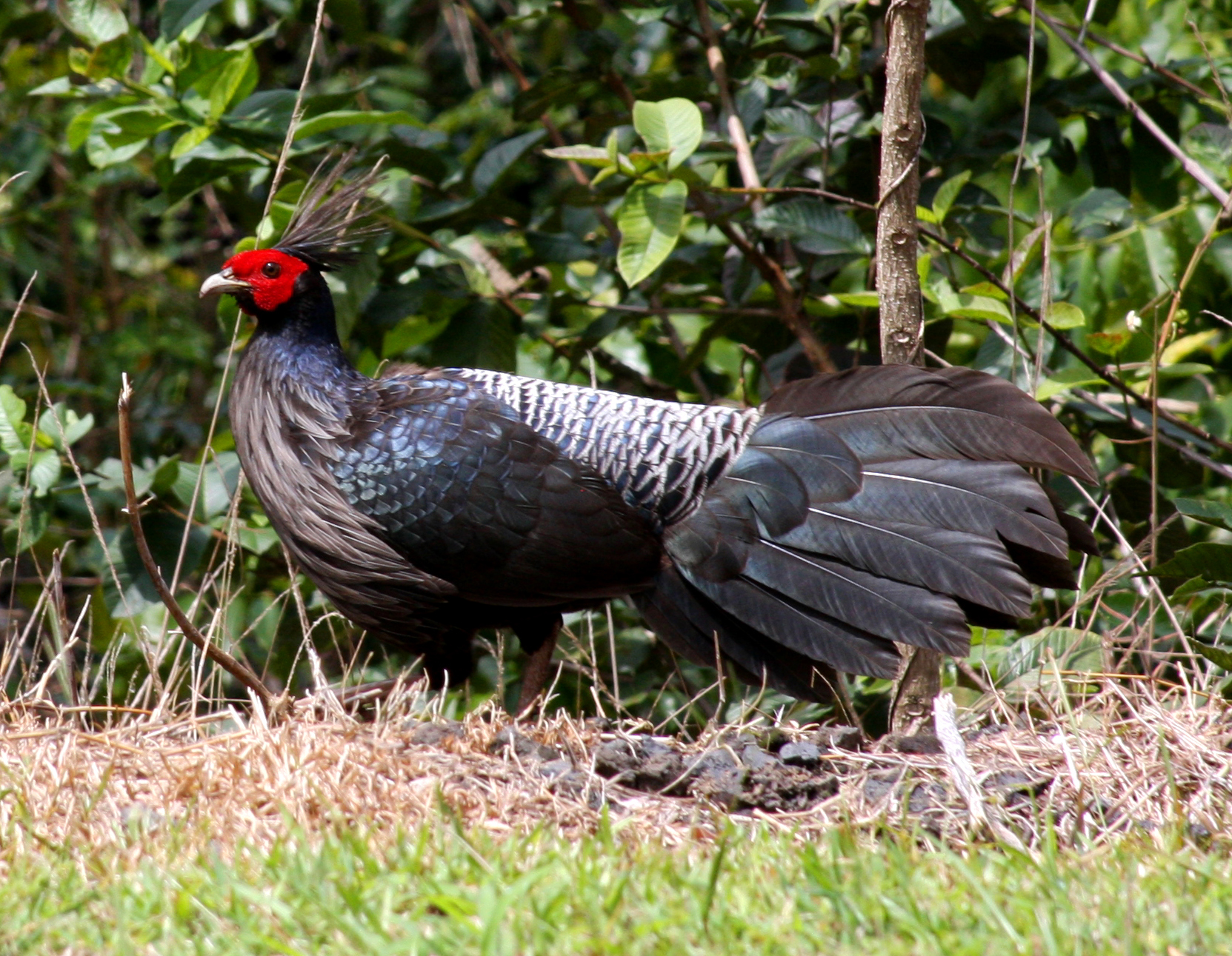
ミヤマハッカン L. leucomelanos
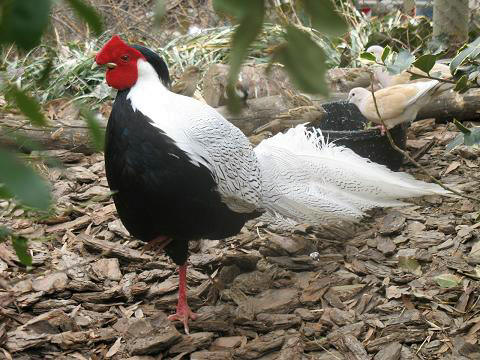
ハッカン L. nycthemera
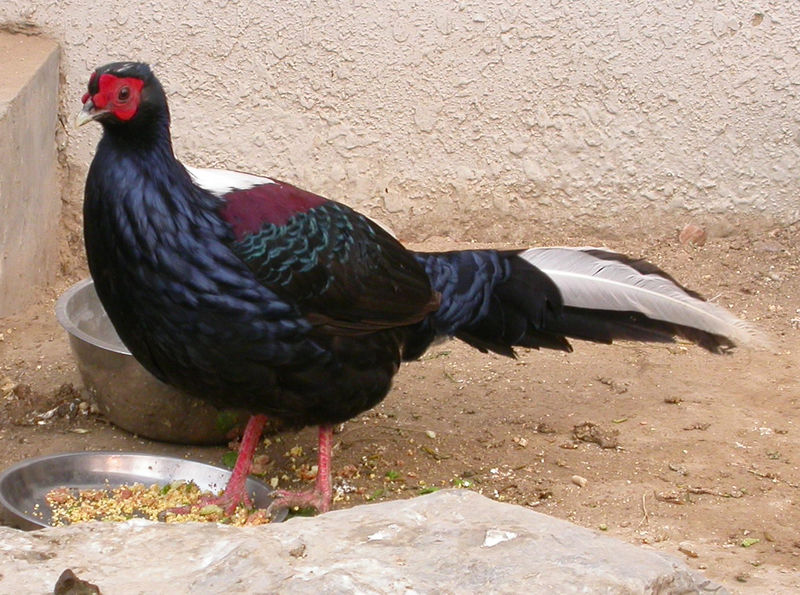
サンケイ L. swinhoii